# Cotul Ostriței, Noua Suliță
Cotul Ostriței, întâlnit și sub forma Cutul Ostriței sau Coteni (în ucraineană Остриця, transliterat: Ostrîțea, în rusă Острица și în germană Kotul Ostritza), este un sat în raionul Noua Suliță din regiunea Cernăuți (Ucraina), depinzând administrativ de comuna Mahala. Are 2,368 locuitori, preponderent români.
Satul este situat la o altitudine de 180 metri, în partea de sud-vest a raionului Noua Suliță, pe malul stâng al râului Prut.

## Istorie
Localitatea Cotul Ostriței a făcut parte încă de la înființare din regiunea istorică Bucovina a Principatului Moldovei. După anexarea Bucovinei de către Imperiul Habsburgic în anul 1775, localitatea Cotul Ostriței a făcut parte din Ducatul Bucovinei, guvernat de către austrieci, făcând parte din districtul Sadagura (în germană Sadagora).  
După Unirea Bucovinei cu România la 28 noiembrie 1918, satul Cotul Ostriței a făcut parte din componența României, în Plasa Prutului a județului Cernăuți. Pe atunci, populația era formată aproape în totalitate din români. 
Ca urmare a Pactului Ribbentrop-Molotov (1939), Bucovina de Nord a fost anexată de către URSS la 28 iunie 1940, reintrând în componența României în perioada 1941-1944. Apoi, Bucovina de Nord a fost reocupată de către URSS în anul 1944 și integrată în componența RSS Ucrainene. 
Începând din anul 1991, satul Cotul Ostriței face parte din raionul Noua Suliță al regiunii Cernăuți din cadrul Ucrainei independente. Conform recensământului din 1989, numărul locuitorilor care s-au declarat români plus moldoveni era de 2.010 (10+2.000), reprezentând 97,67% din populație . În prezent, satul are 2.368 locuitori, preponderent români.

## Demografie
Componența lingvistică a localității Cotul Ostriței
     Română (98,27%)
     Ucraineană (1,44%)
     Alte limbi (0,25%)
Conform recensământului din 2001, majoritatea populației localității Cotul Ostriței era vorbitoare de română (98,27%), existând în minoritate și vorbitori de ucraineană (1,44%).
1989: 2.058 (recensământ)
2007: 2.368 (estimare)

### Recensământul din 1930
Componența etnică a comunei Cotul Ostriței (județul Cernăuți)
     Români (97,42%)
     Polonezi (1,55%)
     Altă etnie (1,03%)
Componența confesională a comunei Cotul Ostriței
     Ortodocși (96,46%)
     Romano-catolici (1,55%)
     Altă religie (1,99%)
Conform recensământului efectuat în 1930, populația comunei Cotul Ostriței se ridica la 1.670 locuitori. Majoritatea locuitorilor erau români (97,42%), cu o minoritate de polonezi (1,55%). Alte persoane s-au declarat: ruși (2 persoane) și evrei (15 persoane). Din punct de vedere confesional, majoritatea locuitorilor erau ortodocși (96,46%), dar existau și romano-catolici (1,55%). Alte persoane au declarat: greco-catolici (4 persoane), mozaici (15 persoane) și adventiști (14 persoane).

## Personalități
- Aspazia Oțel Petrescu (1923 - 2018), scriitoare, mărturisitoare a temnițelor comuniste, propusă spre canonizare în anul 2026.